# Jahkeele Marshall-Rutty
Jahkeele Stanford Marshall-Rutty (Brampton, Ontario, Canadá; 16 de junio de 2004) es un futbolista, canadiense. Juega como delantero y su equipo actual es el CF Montréal de la Major League Soccer.

## Trayectoria

### Juvenil
Marshall-Rutty comenzó a jugar fútbol juvenil con Brampton East SC cuando tenía siete años. Comenzó a jugar para la Toronto FC Academy en los  USSDA en la temporada 2016-2017, jugando para el equipo U13. Desde entonces también ha jugado para los equipos U15, U16/17 y U18/19.

### Toronto FC II
Marshall-Rutty firmó con Toronto FC II el 17 de diciembre de 2018, convirtiéndose en el canterano más joven en firmar con el club. Hizo su debut profesional con el Toronto FC II en la USL League One el 28 de junio de 2019, entrando como suplente en el minuto 86 por Jordan Faria contra el Forward Madison FC.

### Toronto FC
Marshall-Rutty se mudó al equipo de Toronto FC MLS el 22 de enero de 2020. Se convirtió en el jugador más joven en firmar un contrato con el primer equipo con el club a los 15 años. Hizo su debut el 24 de octubre, entrando como sustituto de Alejandro Pozuelo contra el Philadelphia Union, convirtiéndose en el jugador más joven en jugar para el equipo.
Fue cedido al segundo equipo para algunos partidos en 2021. Marcó su primer gol con el Toronto FC II, el 19 de junio, contra el Fort Lauderdale CF.

## Selección nacional

### U-15
Marshall-Rutty recibió su primera convocatoria internacional para el equipo nacional sub-15 de Canadá para el Campeonato Masculino Sub-15 CONCACAF 2019.

### Mayor
En enero de 2021, recibió su primera convocatoria al equipo nacional mayor de Canadá para un campamento de equipo, convirtiéndose en el jugador más joven en ser llamado al equipo mayor, rompiendo el récord de Alphonso Davies por cinco días.

## Vida personal
Marshall-Rutty, nacido en Canadá, es de ascendencia jamaicana, alemana y Micmac, con raíces en la Primera Nación Membertou.

## Estadísticas
Actualizado al último partido disputado el 3 de septiembre de 2021.
| Club                     | Temporada     | Liga           | Liga  | Liga  | Playoffs | Playoffs | Copa doméstica | Copa doméstica | Continental | Continental | Total | Total |
| Club                     | Temporada     | División       | Part. | Goles | Part.    | Goles    | Part.          | Goles          | Part.       | Goles       | Part. | Goles |
| ------------------------ | ------------- | -------------- | ----- | ----- | -------- | -------- | -------------- | -------------- | ----------- | ----------- | ----- | ----- |
| Toronto FC II            | 2019          | USL League One | 3     | 0     | –        | –        | –              | –              | –           | –           | 3     | 0     |
| Toronto FC               | 2020          | MLS            | 1     | 0     | 0        | 0        | 0              | 0              | –           | –           | 1     | 0     |
| Toronto FC               | 2021          | MLS            | 2     | 0     | 0        | 0        | 0              | 0              | 0           | 0           | 2     | 0     |
| Toronto FC               | Total         | Total          | 3     | 0     | 0        | 0        | 0              | 0              | 0           | 0           | 3     | 0     |
| Toronto FC II (préstamo) | 2021          | USL League One | 7     | 1     | –        | –        | –              | –              | –           | –           | 7     | 1     |
| Carrera total            | Carrera total | Carrera total  | 18    | 1     | 0        | 0        | 0              | 0              | 0           | 0           | 18    | 1     |

Notes